# SIG Sauer SSG 3000
SIG Sauer SSG 3000 — снайперская винтовка, разработанная совместно швейцарской компанией СИГ-Армз и немецкой Зауэр на основе спортивной винтовки Зауэр 200СТР. Используется европейской и американской полицией.
Для стрельбы из снайперской винтовки применяются винтовочные патроны калибра 7,62×51 мм NATO. Технически представляет собой 5-зарядную винтовку с продольно-скользящим поворотным затвором. Подача патронов при стрельбе производится из магазина емкостью 5 патронов.
Винтовка комплектуется оптическим прицелом переменной кратности Hendsoldt 1,5-6×42 мм, открытый прицел отсутствует.

## На вооружении
- Украина: на вооружении группы "А" Центра специальных операций Службы безопасности Украины[1]